# Caburai-tepe
Caburai-tepe är ett berg i Brasilien, på gränsen till Guyana. Det ligger i den norra delen av landet, 2 700 km nordväst om huvudstaden Brasília. Toppen på Caburai-tepe är 1 465 meter över havet, eller 187 meter över den omgivande terrängen. Bredden vid basen är 4,8 km.
Terrängen runt Caburai-tepe är huvudsakligen kuperad, men åt nordost är den platt. Trakten runt Caburai-tepe är nära nog obefolkad, med mindre än två invånare per kvadratkilometer.. Det finns inga samhällen i närheten.
I omgivningarna runt Caburai-tepe växer i huvudsak städsegrön lövskog.